# Кубок Нідерландів з футболу 2022—2023
Кубок Нідерландів з футболу 2022–2023 — 105-й розіграш кубкового футбольного турніру в Нідерландах. Титул здобув ПСВ.

## Календар
| Раунд                   | Дата                       | Матчі | Клуби   |
| ----------------------- | -------------------------- | ----- | ------- |
| Перший попередній раунд | 13 серпня 2022             | 6     | 86 → 80 |
| Другий попередній раунд | 20–21 вересня 2022         | 21    | 80 → 59 |
| Перший раунд            | 18–20 жовтня 2022          | 27    | 59 → 32 |
| 1/16 фіналу             | 10–12 січня 2023           | 16    | 32 → 16 |
| 1/8 фіналу              | 7–9 лютого 2023            | 8     | 16 → 8  |
| 1/4 фіналу              | 28 лютого – 2 березня 2023 | 4     | 8 → 4   |
| 1/2 фіналу              | 4–5 квітня 2023            | 2     | 4 → 2   |
| Фінал                   | 30 квітня 2023             | 1     | 2 → 1   |

## 1/8 фіналу
| Команда 1       | Рахунок      | Команда 2       |
| --------------- | ------------ | --------------- |
| 7 лютого 2023   |              |                 |
| АЗ              | 1:2 дч       | Утрехт          |
| Де Графсхап (2) | 3:0          | Де Трефферс (2) |
| НАК Бреда (2)   | 1:2          | Геренвен        |
| 8 лютого 2023   |              |                 |
| ПСВ             | 3:1          | Еммен           |
| Спакенбург (3)  | 1:1 пен. 4:1 | Катвейк (3)     |
| Феєнорд         | 4:4 пен. 5:3 | Неймеген        |
| 9 лютого 2023   |              |                 |
| Твенте          | 0:1          | Аякс            |
| АДО Ден Гаг (2) | 1:0          | Гоу Егед Іглс   |

## 1/4 фіналу
| Команда 1       | Рахунок | Команда 2       |
| --------------- | ------- | --------------- |
| 28 лютого 2023  |         |                 |
| Утрехт          | 1:4     | Спакенбург (3)  |
| 1 березня 2023  |         |                 |
| Геренвен        | 0:1     | Феєнорд         |
| 2 березня 2023  |         |                 |
| ПСВ             | 3:1     | АДО Ден Гаг (2) |
| Де Графсхап (2) | 0:3     | Аякс            |

## 1/2 фіналу
| Команда 1      | Рахунок | Команда 2 |
| -------------- | ------- | --------- |
| 4 квітня 2023  |         |           |
| Спакенбург (3) | 1:2     | ПСВ       |
| 5 квітня 2023  |         |           |
| Феєнорд        | 1:2     | Аякс      |

## Фінал
| 30 квітня 2023 18:00 UTC+2 |

| Аякс                                         | 1−1      | ПСВ                                           |
| -------------------------------------------- | -------- | --------------------------------------------- |
| Брентвейт 42' (аг)                           | Протокол | Азар 67'                                      |
|                                              | Пенальті |                                               |
| - Тадич - Броббі - Тімбер - Годтс - Альварес | 2−3      | - Азар - Рамальо - Сангаре - Ель-Газі - Сілва |

| Де Кейп, Роттердам Глядачів: 40 650 Арбітр: Денніс Хіглер |